# 田中智子 (音楽家)
田中 智子（たなか ともこ）は、日本のシンガーソングライター、シンガー。ピアノ弾き語り。兵庫県神戸市在住。

## 人物
4歳からピアノを始め、遊びながらメロディーや和音を弾く楽しさを覚える。10代後半に大阪を拠点にハードロックバンドに参加、自作曲を作りライヴハウスに出演し始める。20歳を期に一旦活動を停止。2003年より再開し、現在に至るまでアルバムを3枚発表。2003年秋より週末の外人Bar弾き語り等をはじめ、ローカルに活動を再開。2013年から全国ライヴハウスツアーを始め弾き語り中心に年間200本のライヴを行っている。 
2013年10月に京都在住のベーシスト船戸博史を中心にアルバム『日にち藥』をブルースレーベルBMSFより発表、2015年12月、日本Jazz界の至宝渋谷毅とデュオアルバム『46回転』をメタカンパニーより発表。ソウルフルなハスキーボイスと独自の歌詞の世界が定評。